# Don d'embryon

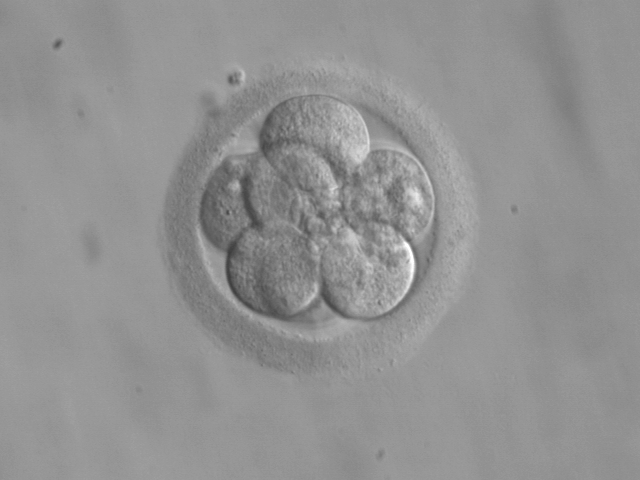
Embryon humain au troisième jour de développement.

Le don d'embryons est la fourniture d'embryons surnuméraires frais ou congelés, qui n'ont pas été utilisés pour une fécondation in vitro. Ils sont utilisés soit par des receveurs à des fins d'implantation procréative, soit donnés à la science.
Le record de conservation d'embryons congelés est détenu par Lydia et Timothy Ridgeway, jumeaux nés en 2022, issus d'embryons congelés durant près de trente ans.

## Histoire
Après que la fécondation in vitro est devenue une pratique clinique courante, un moyen de conserver les embryons au congélateur et de les décongeler en vue d'une implantation ultérieure a été mis au point. Cette procédure peut épargner à une donneuse une deuxième procédure de prélèvement d’ovules,. Les premiers embryons transférés n'ont pas été congelés, ce qui implique que les embryons sont fabriqués dans l'objectif du transfert,.
La première véritable adoption d’embryons n'est pas identifiée. Le terme a été utilisé à partir du milieu des années 1980, dans la littérature juridique. Des cas de transfert d'embryons en surplus ont été relevés entre 1986 et 1990.
Le Congrès américain et l’administration Bush ont budgété un million de dollars pour promouvoir l’adoption d’embryons.

## Don
Selon une enquête de l'American Society for Reproductive Medicine, 54 % des patientes fertiles souhaitent conserver leurs embryons surnuméraires pour une utilisation future, 21 % souhaitent faire don de leurs embryons restants à la recherche Les 7 % restants des personnes interrogées sont prêts à donner leurs embryons restants à un autre couple.
Le coût du stockage d'un embryon est de 1 200 $ US par an[source insuffisante]. En mai 2012, environ 600 000 embryons congelés étaient stockés dans les laboratoires et les cliniques de fertilité.
Aux États-Unis, les donneurs doivent, si possible, être dépistés pour rechercher une série de maladies infectieuses. Si le dépistage n'a pas été effectué, les receveurs doivent accepter le risque associé. Des tests supplémentaires peuvent être effectués à leur demande.

### Pour l'implantation procréative
Le don d'embryons peut être anonyme (les parties donneuse et receveuse ne se connaissent pas et ne peuvent pas se contacter), semi-ouvert (elles peuvent interagir via un tiers, mais ne partagent pas de données personnelles permettant d'être identifié), ouvert (les identités sont partagées), ou à divulgation d'identité des donneurs à la majorité de l'enfant. Tous les enfants nés d'un don d'embryons pour la procréation seraient biologiquement liés aux donneurs de gamètes utilisés lors de la création des embryons. C'est le même principe que celui suivi pour le don d'ovules ou le don de sperme. Ils sont ensuite cryoconservés.
La qualité de l'embryon au moment de sa congélation reste le facteur de réussite le plus important. Le taux de survie est d'environ 80 % lors de la décongélation d'embryons congelés.
Les lois française et américaine considère l'utilisation d'embryons comme similaire au don de gamètes et d’organes. Ce sont les noms des parents qui vont élever l'enfant qui apparaîtront sur l'acte de naissance, plutôt que ceux des parents biologiques.
En France, « l'accueil d'embryon » est autorisé depuis la loi de bioéthique de 2004. Elle est destinée aux personnes sévèrement infertiles ou qui risquent de transmettre une maladie génétique à leur enfant. Les personnes ayant bénéficié d'une assistance médicale à la procréation et qui disposent d’embryons congelés pour lesquels ils n’ont plus de projet parental peuvent consentir à l’accueil de leurs embryons. En 2006, 10 239 embryons surnuméraires ont été proposés à d'autres couples stériles en France.

### Pour la recherche médicale
Les embryons donnés à la recherche médicale sont notamment utilisés pour la formation clinique ou la recherche sur les cellules souches embryonnaires humaines.

## Records de conservation
Des naissances issues d'embryons conservés durant des décennies permettent de supposer qu'il n'existe pas de limite de temps maximum pendant lequel un embryon peut être congelé.

### Emma et Molly Gibson
Emma Gibson est une Américaine née d'un embryon congelé durant 24 ans,,.
Sa sœur Molly Gibson est née d'un embryon qui a été congelé durant 27 ans, du 14 octobre 1992 jusqu'en février 2020, avant de naître le 26 octobre 2020. Elle est alors devenue l'embryon congelé le plus longtemps jamais né,.  Les deux embryons proviennent du même couple donneur.
Après avoir été donné par un couple en 1992, l’embryon de Molly a été congelé et plongé dans l'azote liquide, dans un congélateur cryogénique. L'embryon a été décongelé et transféré dans l'utérus de Tina Gibson, 28 ans, en février 2020. Celle-ci, née en 1991, avait à peine 2 ans lorsque le couple originel a fait don de l'embryon de Molly à une clinique du Midwest.

### Lydia et Timothy Ridgeway
Ces jumeaux sont nés le 31 octobre 2022 près de Portland. Ils proviennent d'embryons créés par fécondation in vitro en 1992 pour un couple marié anonyme. Ils avaient été décongelés le 28 février 2022, puis transférés le 2 mars, soit 29 ans et 10 mois après leur congélation. Ainsi, s’ils étaient nés en 1992 quand ils avaient été conçus, ils auraient 31 ans aujourd’hui. La mère avait 3 ans lorsque le couple donneur a fait le don. Les parents adoptifs ont choisi ces deux embryons dont le père est mort de sclérose latérale amyotrophique. « En tant que croyants en Dieu », ils ont estimé que les jumeaux « devraient avoir la chance de vivre ».